# Matrimoni e pregiudizi
Matrimoni e pregiudizi è una commedia del 2004, adattamento cinematografico in stile Bollywood di Orgoglio e pregiudizio di Jane Austen. In inglese il titolo originale del film è Bride and Prejudice, mentre quello del romanzo Pride and prejudice.

## Trama
India. La signora Bakshi è in cerca di mariti ricchi per le sue quattro figlie: Jaya, Lalita, Lakhy e Maya.
L'arrivo in città del ricco avvocato americano di origini indiane Balraj offre un'ottima occasione per sistemare la maggiore delle ragazze, Jaya. Ad accompagnare il giovane ci sono la sorella, Kiran, e l'amico William Darcy. Quest'ultimo fa fatica ad adattarsi e capire le usanze e i costumi indiani, ma rimane subito folgorato dalla bella Lalita, sorella minore di Jaya.
Mentre cresce l'attrazione tra Balraj e Jaya, Darcy e Lalita sono combattuti tra i loro sentimenti di odio e amore. La comparsa dal passato di lui del bel Johnny Wickham getta scompiglio nella coppia, Lalita ne rimane subito affascinata e il ragazzo le racconta della sua vecchia amicizia con Darcy, rotta per oscuri motivi. Ma Darcy non è dello stesso parere, e questo rende il suo rapporto con Lalita sempre più freddo.
A complicare la situazione ci si mette anche il cugino dei Bakshi Kohli, giunto per chiedere in sposa proprio Lalita, che non ne vuole sapere. E l'eccentricità della signora Bakshi convince Darcy che l'amore di Jaya per Balraj non sia sincero e gli consiglia di non sposare la ragazza.
Anche Wickham torna in Inghilterra, a Londra, così la famiglia Bakshi si ritrova ancora con tutte le figlie in casa e nessun pretendente alla porta. Infatti anche il cugino Kohli, dopo il rifiuto di Lalita, ha riversato le proprie attenzioni verso un'amica di famiglia Chandra Lamba.
In occasione del matrimonio tra i due la signora Bakshi, Jaya, Lalita e Lakhi vanno a Los Angeles. La cerimonia si svolge in uno degli hotel della famiglia Darcy, fornendo così un'occasione al giovane e Lalita di rivedersi e riaccendere la fiamma del loro amore. Finché la sorellina di lui Georgina non rivela, involontariamente, a Lalita la verità sulla rottura di Balraj e Jaya.
Darcy ha il suo da fare a convincere la ragazza della sua buona fede e riconquistarla. Mentre Lalita scopre la verità riguardo Wickham che nel frattempo è scappato con Lakhi.
Lalita e Darcy cercano Lakhi e dopo averla trovata danno una lezione a Wickham lasciandolo solo.
L'incomprensione tra Jaya e Balraj viene chiarita e decidono di sposarsi in India. In quell'occasione Lalita ritrova Darcy e i due si sposano con l'approvazione di genitori di Lalita.